# Чёрная (верхний приток Усты)
Эта статья о верхнем притоке Усты, статья о реке Чёрная — нижнем притоке Усты находится здесь

Чёрная, Чернушка — река в России, протекает в Уренском и Краснобаковском районах Нижегородской области. Устье реки находится в 76 км по левому берегу реки Уста. Длина реки составляет 17 км, площадь водосборного бассейна 79,9 км².
Исток Чёрной находится у деревни Кондобаево в 20 км к юго-западу от города Урень. Течёт на запад, протекает деревни Кондобаево, Федотово и Малое Лопатино, где пересекает шоссе Р-159 Нижний Новгород — Урень. Верхнее и среднее течение проходит по территории Уренского района, нижнее — по территории Краснобаковского. В нижнем течении течёт по ненаселённому лесу, где и впадает в Усту.

## Данные водного реестра
По данным государственного водного реестра России относится к Верхневолжскому бассейновому округу, водохозяйственный участок реки — Ветлуга от города Ветлуга и до устья, речной подбассейн реки — Волга от впадения Оки до Куйбышевского водохранилища (без бассейна Суры). Речной бассейн реки — (Верхняя) Волга до Куйбышевского водохранилища (без бассейна Оки).
По данным геоинформационной системы водохозяйственного районирования территории РФ, подготовленной Федеральным агентством водных ресурсов:
- Код водного объекта в государственном водном реестре — 08010400212110000043397
- Код по гидрологической изученности (ГИ) — 110004339
- Код бассейна — 08.01.04.002
- Номер тома по ГИ — 10
- Выпуск по ГИ — 0